# Södra Zanzibar

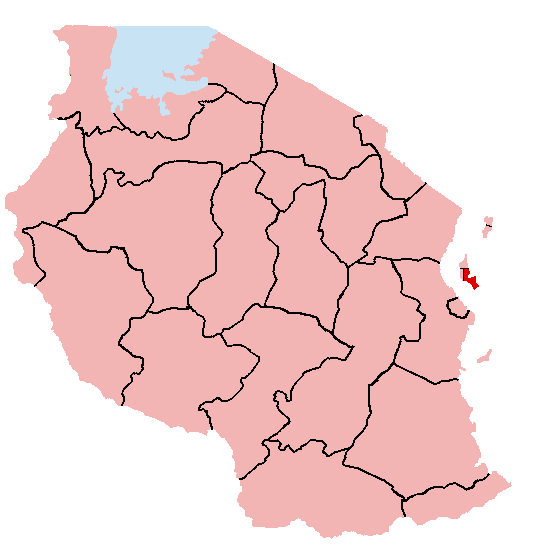
Södra Zanzibars läge i Tanzania.

Södra Zanzibar (på engelska Zanzibar Central/South, swahili Unguja Kusini) är en av Tanzanias 26 regioner och omfattar den södra delen av ön Zanzibar. Den har en beräknad folkmängd av 110 183 invånare 2009 på en yta av 854 km², vilket gör den till den befolkningsmässigt minsta av landets regioner. Administrativ huvudort är Koani. Regionen är indelad i de två distrikten Central (swahili Kati) och South (swahili Kusini). 

## Urbanisering
Regionens urbaniseringsgrad beräknas till 4,50 % år 2009, en nedgång från 4,60 % året innan. Detta gör området till ett av de minst urbaniserade i Tanzania, och det bör även noteras att minskning av urbaniseringsgraden är mycket ovanligt i landet. Södra Zanzibar har endast tre urbana samhällen. 
| Ort         | Distrikt | Invånarantal 2002 |
| ----------- | -------- | ----------------- |
| Kijini      | South    | 3 900             |
| Dunga Bweni | Central  | 523               |
| Koani       | Central  | 442               |